# St.-Johannes-Evangelist-Kirche (Berlin)

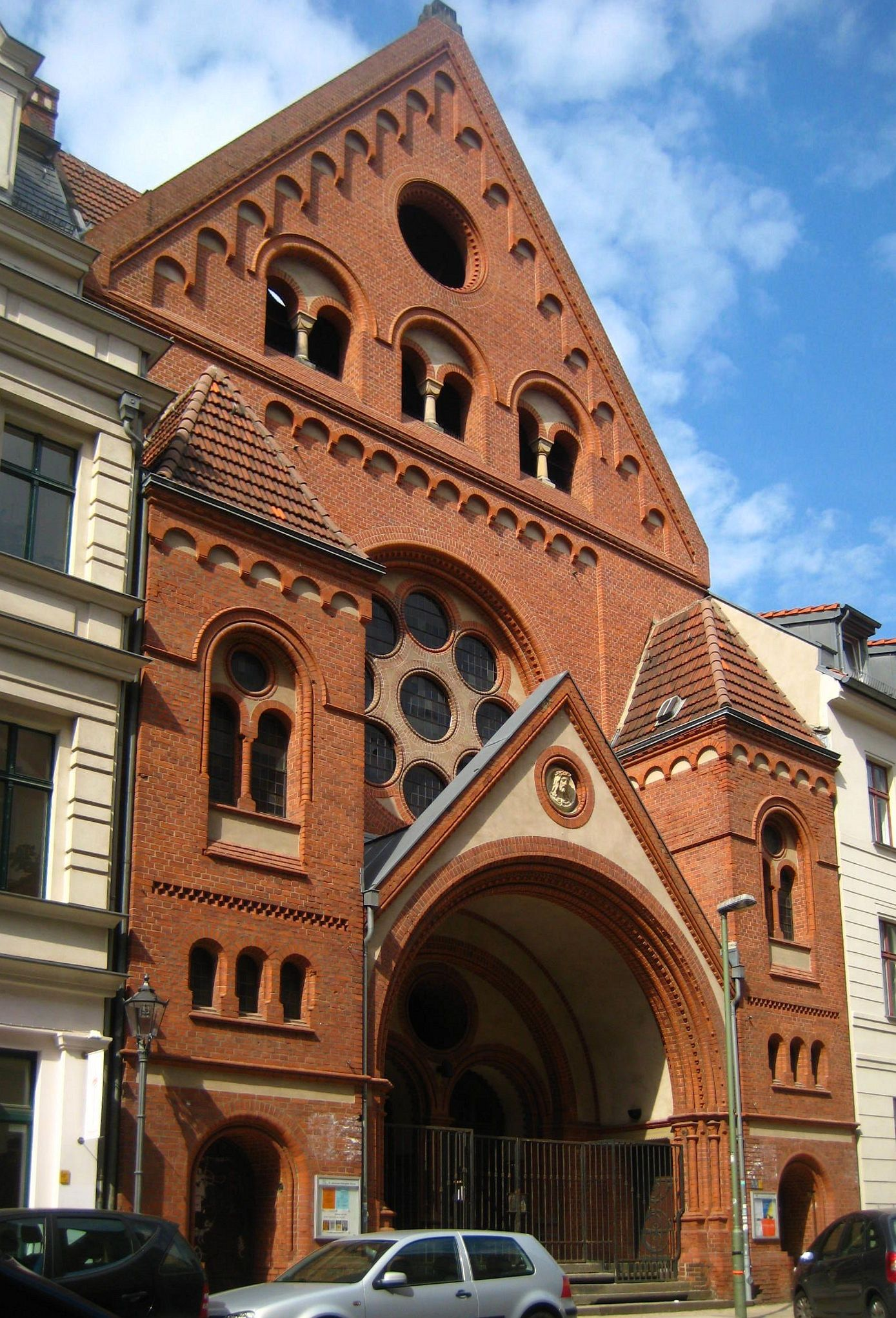
St.-Johannes-Evangelist-Kirche

Die St.-Johannes-Evangelist-Kirche ist eine evangelische Kirche im Ortsteil Mitte des Berliner Bezirks Mitte, die zwischen 1898 und 1900 errichtet wurde. Sie gehört zur Evangelischen Kirchengemeinde am Weinberg im Kirchenkreis Berlin Stadtmitte. Der Namenszusatz verweist darauf, dass sie dem Evangelisten Johannes gewidmet ist, nicht Johannes dem Täufer. Seit dem 1. März 2017 wird die Kirche von der antiochenisch-orthodoxen Gemeinde St. Georgios genutzt.

## Lage
Die Kirche liegt im Stadtviertel der Spandauer Vorstadt und steht dort in der Auguststraße 90 direkt in der Häuserflucht.

## Geschichte
Seit 1825 entwickelte sich die westlich der Spandauer Vorstadt gelegene Friedrich-Wilhelm-Stadt so schnell, dass sie 1851/1852 die St.-Philippus-Apostel-Kirche als Filiale der Sophienkirche erhielt. 1856 wurde nicht nur dieser Gemeindeteil selbstständig, sondern gleichzeitig von der noch immer großen Sophien-Parochie das Gebiet zwischen Ziegelstraße (heute: Tucholskystraße) und Friedrichstraße der neugegründeten Johannes-Evangelist-Gemeinde zugeordnet.
Sie besaß zunächst keine eigene Kirche. Erst 1859 konnte durch private Initiative eine kleine Backsteinkapelle mit einem Dachreiter sowie ein Pfarrhaus auf dem Grundstück Auguststraße 90 gebaut werden. 1897 wurden diese Gebäude wieder abgerissen.
Nach dem Entwurf Max Spittas und unter Leitung des Baurates Bürkner entstand auf diesem Grundstück in den Jahren 1898 bis 1900 das noch heute stehende Gotteshaus. Am 19. September 1900 konnte es eingeweiht werden. Der Innenraum wurde mit einer Orgel ausgestattet, die Wilhelm Sauer im Jahr 1900 baute und die zwei Manuale und 26 Register besaß.
Allerdings war der Pfarrsprengel der Johannes-Evangelist-Gemeinde von vornherein sehr knapp bemessen gewesen. Als die voranschreitende Ausdehnung der Innenstadt um 1900 dann auch die nördliche Friedrichstraße erfasste und die Wohnbevölkerung verdrängte, nahmen die Gemeindegliederzahlen zudem wieder ab.
Im Zweiten Weltkrieg traf eine Brandbombe den straßenseitigen Ziergiebel und den Dachreiter. Nach vereinfachter Wiederherstellung in den 1950er Jahren konnte die Kirche 1957 wieder eingeweiht werden.
Da zahlreiche Ruinen und Brachen die Gemeindefläche bestimmten und ihre Gliederzahl somit weiter dezimiert war, wurde die Parochie im Jahr 1978 aufgelöst und unter den drei Nachbargemeinden aufgeteilt. Dabei übertrug man die Rechtsnachfolge und damit das Eigentum am Gebäude auf die Sophiengemeinde. Allerdings wurde die Kirche schon zu diesem Zeitpunkt nicht mehr für sakrale Zwecke genutzt, da sie bereits zuvor durch einen Mietvertrag an die Humboldt-Universität übertragen worden war, die sie als Büchermagazin für die nahegelegene Universitätsbibliothek nutzte.
Mit Auslaufen des Mietvertrags hatte das Universitätsmagazin im Sommer 2002 die St.-Johannes-Evangelist-Kirche geräumt und ihrer Eigentümerin zurückgeben. Am 10. Januar 2003 konnte sie von Bischof Wolfgang Huber wieder eingeweiht werden. Etwas ungewöhnlich, fand der Einweihungsgottesdienst abends um 22 Uhr statt. Dies war beabsichtigt, denn zunächst sollte es hier nur an jedem letzten Freitag im Monat zu dieser Uhrzeit Gottesdienste geben.
Ab November 2010 fanden in der St.-Johannes-Evangelist-Kirche erstmals wieder regelmäßige Sonntagsgottesdienste statt, die von der Evangelischen Kulturwerkstatt in Berlin-Mitte veranstaltet wurden. Diese hatte hierfür die Räumlichkeiten von der Kirchengemeinde Am Weinberg angemietet.
Daneben wurde das Gebäude bis ins Jahr 2016 vor allem als Kulturkirche für Veranstaltungen wie Ausstellungen und Konzerte (Vokalmusik) genutzt.
Seit 1. März 2017 wird die Kirche von der rum-orthodoxen Gemeinde des Hl. Georgios genutzt, die in den letzten Jahren durch die Flüchtlingswelle stark gewachsen ist. Sie ist eine Kirche der antiochenisch-orthodoxen Metropolie in Europa und Deutschland. Das Griechisch-Orthodoxe Patriarchat von Antiochien und dem gesamten Morgenland ist eine autokephale orthodoxe Kirche der byzantinischen Tradition. Sie wird manchmal auch als Rum-Orthodoxe Kirche (‚Rum‘ steht arabisch einerseits für ‚Rom‘ – gemeint ist Konstantinopel (‚das neue Rom‘) –, andererseits für ‚Byzantiner‘), als Antiochenische Kirche oder auch als Antiochenisch-Orthodoxe Kirche bezeichnet.
Im August 2020 fand nach einem Morgengebet jeden Sonntag die Heilige und göttliche Liturgie der Gemeinde St. Georgio der Antiochenisch-Orthodoxen Metropolie von Deutschland und Mitteleuropa des Griechisch-Orthodoxen Patriarchats von Antiochien mit dem Zelebranten Bischof Hanna Haikal statt. Die Gemeinde hält die Kirche des Weiteren von Dienstag bis Freitag für Besucher offen. Im Altarbereich ist eine orthodoxe Ikonostase eingebaut.

## Baubeschreibung

### Äußeres
Bei der Auguststraße 90 handelt es sich um ein typisches Hausgrundstück, das eigentlich für den Bau eines einfachen Wohnhauses mit Seitenflügel und Hinterhaus bestimmt gewesen war. Somit ist das Gebäude völlig durch die gegebenen, für einen Kirchenbau sehr bescheidenen Grundstücksverhältnisse gekennzeichnet. Zwar war es für Kirchenbauten um 1900 nicht mehr ungewöhnlich, dass sie nicht auf repräsentativen Plätzen standen, sondern in die Hausfluchten eingebunden werden mussten, selten aber waren die Raumverhältnisse so beengt wie hier. Deshalb wurde die Grundfläche fast gänzlich überbaut. Die Längswände verlaufen an den Brandmauern der Nachbargrundstücke, wodurch hier die Möglichkeit einer Durchfensterung versagt blieb. Deshalb konnte dem Innenraum nur durch ein Glasdach von oben Licht gegeben werden.
Die Kirche zeigt sich in neoromanischen Formen. Die klinkerverblendete Fassade wird von einer mit Wimperg – darin ein Christusmedaillon – geschmückten Vorhalle geprägt, die mit den beiden flankierenden zweigeschossigen Treppenaufgängen in die Straßenfront eingesetzt ist. In der dahinter zurückgesetzten Wand befindet sich über der Eingangshalle eine Fensterrosette, die von einem die Traufhöhe überragendes Giebelfeld mit drei Klangarkaden bekrönt wird. Für einen gesondert stehenden Turm bot das Gelände keinen Platz, lediglich ein hoher, schiefergedeckter Dachreiter – der nach Kriegszerstörung nicht wiederhergestellt worden ist – hatte den Giebel überragt.

### Inneres
Der Kirchraum ist als Längsbau ausgerichtet und in drei gewölbte Joche unterteilt. Getragen werden diese von Pfeilerbündeln, die vor eingezogenen Strebepfeilern stehen, sodass seitlich Stichkappen entstehen. Auf der Eingangsseite befindet sich die Orgelempore, weitere Emporen verlaufen an den Seiten zwischen den Strebepfeilern. Die Altarnische ist als Apsis ausgebildet, die früher ein Mosaik zierte. Bögen, Gewölberippen und Strebepfeiler sind backsteinsichtig gehalten, Säulen und Kapitelle bestehen aus Sandstein. Insgesamt bot die Kirche ursprünglich Raum für 736 Plätze. In den drei Jochen fällt das Licht durch Oberlichte mit einem Durchmesser von je fünf Metern. Diese Glaskuppeln zierte früher farbiges Ornamentglas.
Da diese farbigen Oberlichte den Lichteinfall von Kuppelbauten schufen, dürfte der Raum zusammen mit dem verlorenen Apsismosaik einen mystisch-sakralen Eindruck gemacht haben.